# El yasmina
El yasmina, ou el yasmine (en arabe الياسمينة), est une pâtisserie algérienne à base  d'amandes, de vanille et parfois d'arôme de jasmin ,,. Quand les noix sont utilisés dans la farce El yasmina change de nom à el Kronfla (en arabe القرنقلة) .

## Origine et étymologie
Cette pâtisserie est originaire de la ville d'Alger. Son nom provient de l'arabe algérien et signifie « le jasmin ».